# Некрасово (Білоярський міський округ)
Некра́сово (рос. Некрасово) — село у складі Білоярського міського округу Свердловської області.
Населення — 702 особи (2010, 741 у 2002).
Національний склад станом на 2002 рік: росіяни — 85 %.